# بيتر كوتس
بيتر كوتس (بالإنجليزية: Peter Coates)‏ هو رئيس مجلس الإدارة وشخصية أعمال بريطاني، ولد في 13 يناير 1938 في Wolstanton Rural District ‏ في المملكة المتحدة.